# Roleta
Roleta je stínicí a v některých provedeních i zabezpečovací prvek umístěný na okně. Existuje několik variant.

## Rolety interiérové
Látkové rolety – skládají se z volně visící látky, která se navíjí na hřídel nad oknem. Ovládá se pomocí řetízku napojeného přímo na hřídel, elektromotorem, nebo se navíjí pomocí pružiny umístěné v hřídeli. Látka může být poloprůsvitná, či neprůsvitná.
Římské rolety – jsou tvořeny visící látkou, která se při vytahování vzhůru skládá po obdélnících. Ovládání bývá řešeno řetízkem nebo elektromotorem.
Zatemňovací rolety – látková roleta vedená v kolejnicích uzpůsobená k úplnému zatemnění místnosti. Kolejnice mají hluboké vodicí kapsy a husté kartáčky k zamezení průniku světla do místnosti.
Duo rolety – tyto rolety jsou specifické nejen svým vzhledem, ale i svou funkčností. Tyto okenní rolety kombinují průhledné pruhy s pruhy stínicími. Označovány jako duo rolety jsou proto, že vzhledem připomínají rolety, ale funkčností žaluzie. Těmto roletám se také říká Rolety den a noc, případně Zebra rolety.

## Rolety exteriérové

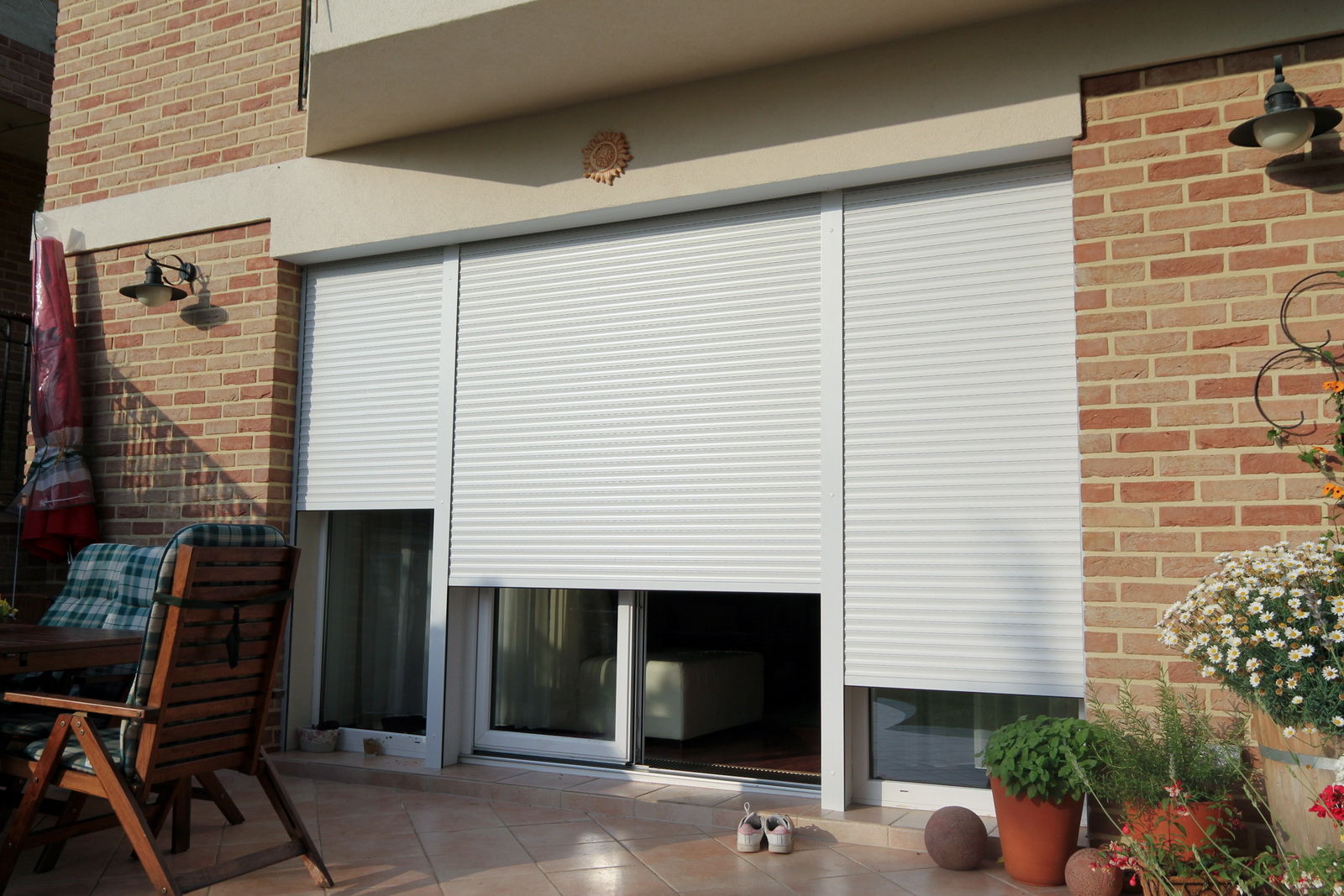
Hliníkové rolety

Venkovní rolety se navíjejí na hřídel umístěnou ve schránce umístěné pod fasádou nebo na ní. Schránky pod fasádou mohou být tvořeny speciálními překladovými tvárnicemi, hliníkovým plechem, nebo mohou být plastové. Schránky umístěné na fasádě bývají vyrobeny z hliníkového plechu. Předokenní rolety je možné ovládat jak mechanicky, tak i motorově.
Hliníkové - Sestavené z lamel z válcovaného hliníkového plechu vyplněného izolační pěnou. Poskytují téměř 100% zatemnění a fungují jako tepelná a zvuková izolace. Fungují i jako zabezpečovací prvek pro byt, nebo dům. Tato ochrana je však u většiny rolet snadno prolomitelná. Existují i odolnější varianty s bezpečnostní atestací s lamelami z extrudovaného hliníku a bezpečnostními prvky proti vytržení a nadzdvihnutí.
Dřevěné - Kdysi nejrozšířenější typ exteriérových rolet, zejména za 1. Republiky. Roleta je sestavena z dřevěných lamel spojených ocelovými nebo nerezovými sponami. Při částečném nadzdvihnutí rolety vzniknou mezi lamelami malé mezery umožňující provětrávání místnosti.
Látkové (Screeny) - Látkové rolety z materiálů, které odolají vnějším vlivům. Látka je vedena vodícími lanky nebo v kolejnicích.